# Luis Aznar Fernández
Luis Aznar Fernández, né le 15 mai 1954, est un homme politique espagnol membre du Parti populaire (PP).

## Biographie

### Vie privée
Il est marié et père de deux enfants. Il a écrit deux livres et est titulaire d'une médaille du mérite de protection civile.

### Profession
Il est fonctionnaire de la Junte de Castille-et-León.

### Carrière politique
Il est député aux Cortes de Castille-et-León de 1991 à 1995. De 2003 à 2011, il est directeur général de l'Intérieur et de la Protection civile.
Le 20 novembre 2011, il est élu sénateur pour León au Sénat et réélu en 2015 et 2016. Il l'a déjà été précédemment pour les IIIe et IVe législatures.
Il est premier secrétaire du bureau de 2016 à 2019.